# Tony Oller
Tony Oller (* 25. února 1991, Houston, Texas, USA) je americký herec a zpěvák. Proslavil se víceméně mini seriálem Disney Channelu As The Bell Rings.
Oller se narodil v Houstonu. Je jedináčkem. Jeho otec pracuje jako informační manažer a jeho matka pracuje na částečný úvázek ve škole.

## Herecká kariéra
Tony Oller začal hrát a zpívat ve věku osmi let, účinkoval v mnoha reklamách, filmech, a také daboval. Tony Oller byl členem Fox Broadcasting Company a Naked Angels Theater Group, která objevila hvězdy jako: Sarah Jessica Parker, Matthew Broderick, Marisa Tomei. Prvním projektem Tonyho byl Naked TV.
Tonyho divadelním debutem byla role mladého Charliho Chaplina v divadle Alley Theater, ale spíš se udává, že jeho debutem byl muzikál Grease. Tony se pak objevil v muzikálu Chicago v divadle Alley Theater's v roce 2003-2004, hrál Billyho Flynna.
Jako malý hrál ve třiceti Tv show. Pak hrál taky v divadelních rolích: Oliver, The Little Rascals, The Nutcracker. Znovu si pak v roce 2006 zahrál Billyho Flynna v muzikálu Chicago. V roce 2007 si zahrál v nezávislém filmu I Flunked Sunday School. Aktuálně hraje v mini serii As The Bell Rings na Disney Channelu.

## Hudební kariéra
Aktuálně Tony pracuje s Prestige Management.

## Filmografie
- As the Bell Rings 2 (2008)
- As the Bell Rings (2007)
- I Flunked Sunday School (2006) role: Lloyd ve 13 letech
- Gamera 3: Iris kakasei- hlas v anglické vezi hry
- The legend of the Mystical Ninja Starring Goemon (1998)- dabing hry
- Saiyuky- (TV)- role: Princ Natuku
- Saint Seiya (TV serie)- role Jacob
- Star Search- hrál sám sebe ( 1 epizoda, 2003)
- Jenny Jones- hrál sám sebe (1 epizoda, 2002)
- Showtime at the Apollo ( Tv serie)-hrál sám sebe (2002)